# Diametral

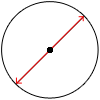
Die Endpunkte des Durchmessers sind diametral

Als diametral werden in der Mathematik zwei Punkte auf einem Kreis oder einer Kugeloberfläche bezeichnet, die Antipoden sind. Dies bedeutet, dass die Verbindungsstrecke beider Punkte den Kreis- bzw. Kugelmittelpunkt beinhaltet, wobei die Länge dieser Verbindungsstrecke dem Durchmesser, also dem doppelten Radius entspricht. Diese Punkte haben auf der Kreislinie bzw. Kugeloberfläche den dort maximal möglichen Abstand voneinander. Für jeden Punkt auf einer Kreislinie oder Kugeloberfläche gibt es genau einen diametralen Punkt.
Im übertragenen Sinn steht diametral auch für „entgegengesetzt“ oder „völlig anders“.

## Etymologie
Das deutsche Adjektiv „diametral“ stammt vom lateinischen diametralis, das „auf den Durchmesser bezogen“ bedeutet. Dies ist abgeleitet von dem lateinischen Lehnwort Diameter, das dem altgriechischem διάμετρος (Transliteration: diámetros) entlehnt ist.

## Bei anderen Körpern

Die Punkte A' und C liegen im Würfel einander diametral gegenüber. Die Punkte B' und D' liegen im oberen Quadrat diametral zueinander.

Im erweiterten Sinne wird der Begriff diametral auch bei anderen Körpern verwendet, z. B. bei den Ecken eines Würfels oder Quaders. Zwei Würfelecken liegen sich diametral gegenüber, wenn zwischen ihnen eine Raumdiagonale des Würfels (und nicht nur eine Kante oder Seitendiagonale) liegt. Bei Quadern und verschiedenen Polyedern (z. B. Oktaeder, Dodekaeder, Ikosaeder, nicht jedoch beim Tetraeder) gilt entsprechendes. 
Eine ähnliche Definition bezeichnet diejenigen Punkte eines Körpers als diametral, deren Abstand zueinander größer oder gleich aller anderen Punktabstände im Körper ist.

## Verwendung außerhalb der Mathematik
Im allgemeinen Sprachgebrauch wird der Begriff benutzt, um auszudrücken, dass zwei argumentative Standpunkte völlig entgegengesetzt, also so weit wie möglich voneinander entfernt sind.
In der Technik bezeichnet der Begriff die radiale Magnetisierung eines runden Magnets.